# Кашина Калчинара (Новара)
Кашина Калчинара је насеље у Италији у округу Новара, региону Пијемонт.
Према процени из 2011. у насељу је живело 18 становника. Насеље се налази на надморској висини од 129 м.